# نهز (طب)
النهز (بالإنجليزية: Ballottement)‏ هو علامة طبية تستعمل للدلالة على السوائل المتزايدة في الرضفة في مفصل الركبة. لاختبار النهز يقوم الفاحص بتطبيق الضغط الهابط نحو القدم بيد واحدة، مع دفع الرضفة إلى الخلف ضد عظم الفخذ بإصبع واحد من اليد المعاكسة. يتم استخدام حركة «الحلب» مع الضغط الهبوطي. في حالة حدوث الضجة حول المفصل، عندئذٍ يكون الاختبار موجباً.
قد تستعمل علامة النهز أيضا لتشخيص الاستسقاء البطني، أو لتحديد مكان عضو أو كتلة في البطن، كما في حالة تشخيص تضخم الكبد. تصويب تشديد أصابع اليد الواحدة معا، ووضعها على البطن، واجعل حركة الوخز وجيزة مباشرة في اتجاه العضو المتوقع. غالبًا ما تؤدي هذه الحركة السريعة إلى إزاحة السائل حتى تتمكن أطراف أصابعك من لمس سطح العضو لفترة وجيزة عبر جدار البطن.